# Мэйкон, Натаниель
Натаниель Мэйкон (англ. Nathaniel Macon; 17 декабря 1757 — 29 июня 1837) — американский политик, который представлял штат Северная Каролина в обеих палатах Конгресса США. С 1801 по 1807 год он был 5-м спикером Палаты представителей. Мейкон выступал против ратификации Конституции США и против экономической политики Александра Гамильтона. Томас Джефферсон называл его Ultimas Romanorum, «Последним римлянином». Мейкон принадлежал к фракции демократическо-республиканской партии, которая называлась «старые республиканцы» и выступал за ограничение полномочий федеральной власти. Он был убеждённым сторонником рабства и голосовал против Миссурийского компромисса 1820 года. Во время президентских выборов 1824 года ему предлагали баллотироваться в вице-президенты, но он отказался от участия в выборах в пользу Уильяма Кроуфорда. В 1835 году он был президентом северокаролинского конституционного конвента, который принял Конституцию Северной Каролины 1835 года.
Покинув государственные посты, он стал попечителем Университета Северной Каролины, а в дни таможенного кризиса 1832 года протестовал против решения президента Джексона использовать военную силу.

### Статьи
- William E. Dodd. The Place of Nathaniel Macon in Southern History (англ.) // The American Historical Review. — Oxford University Press, 1902. — Vol. 7. — P. 663-675.
- William S. Price Jr. Nathaniel Macon, Antifederalist (англ.) // The North Carolina Historical Review. — North Carolina Office of Archives and History, 2004. — Vol. 81. — P. 288-312.